# Virmailansaari
Virmailansaari är en ganska stor ö i sjön Päijänne i Finland. Den ligger i sjön Päijänne och i kommunen Padasjoki i den ekonomiska regionen  Lahtis  och landskapet Päijänne-Tavastland, i den södra delen av landet, 140 km norr om huvudstaden Helsingfors. Öns area är 34,38 kvadratkilometer och dess största längd är 12 kilometer i sydöst-nordvästlig riktning.  En del av ön hör till Päijänne nationalpark.